# Episodi di Miracle Workers (terza stagione)
La terza stagione della serie televisiva Miracle Workers, denominata Miracle Workers: Oregon Trail, è composta da 10 episodi ed è andata in onda negli Stati Uniti sul canale TBS, dal 13 luglio al 14 settembre 2021.
In Italia è stata trasmessa dal 30 marzo al 12 maggio 2022 su Italia 1 in seconda serata.
| nº | Titolo originale            | Titolo italiano           | Prima TV USA      | Prima TV Italia |
| -- | --------------------------- | ------------------------- | ----------------- | --------------- |
| 1  | Hittin' The Trail           | La partenza               | 13 luglio 2021    | 31 marzo 2022   |
| 2  | Fording The River           | Il guado                  | 20 luglio 2021    | 31 marzo 2022   |
| 3  | Hunting Party               | Battuta di caccia         | 27 luglio 2021    | 7 aprile 2022   |
| 4  | What Happens In Branchwater | Cosa accade a Branchwater | 3 agosto 2021     | 7 aprile 2022   |
| 5  | Meet The Noonans            | Incontro con i Noonans    | 10 agosto 2021    | 14 aprile 2022  |
| 6  | Independence Rock           | Independence Rock         | 17 agosto 2021    | 14 aprile 2022  |
| 7  | White Savior                | Il salvatore bianco       | 24 agosto 2021    | 21 aprile 2022  |
| 8  | Over The Mountain           | Oltre la montagna         | 31 agosto 2021    | 21 aprile 2022  |
| 9  | Stranded                    | Bloccati                  | 7 settembre 2021  | 12 maggio 2022  |
| 10 | End Of The Trail            | L'arrivo                  | 14 settembre 2021 | 12 maggio 2022  |